# Harry Marcoplos
Harry Byron Marcoplos (28. siječnja 1926.) je bivši američki hokejaš na travi. Igrao je na mjestu napadača.
Sudjelovao je na hokejaškom turniru na OI 1948. u Londonu, igrajući za reprezentaciju SAD-a. SAD su izgubile sve 3 utakmice u prvom krugu, u skupini "B". Zauzele su od 5. – 13. mjesta. Marcoplos je odigrao tri susreta. 
Sudjelovao je na hokejaškom turniru na OI 1956. u Melbourneu, igrajući za reprezentaciju SAD-a. SAD su izgubile sve 3 utakmice u prvom krugu, u skupini "A" te utakmicu za poredak od 9. – 12. mjesta. Zauzele su zadnje, 12. mjesto. Marcoplos je odigrao četiri susreta. 
Igrao je za Baltimore Field Hockey Club.

## Vanjske poveznice
- Profil na Sports-Reference.com  Arhivirana inačica izvorne stranice od 12. kolovoza 2011. (Wayback Machine)